# Plisé
Plisé (z franc.: plissé – přeložený) je plošná textilie s trvalými záhyby vytvořenými vazbou nebo úpravou s pomocí tlaku a páry.

## Tkané plisé

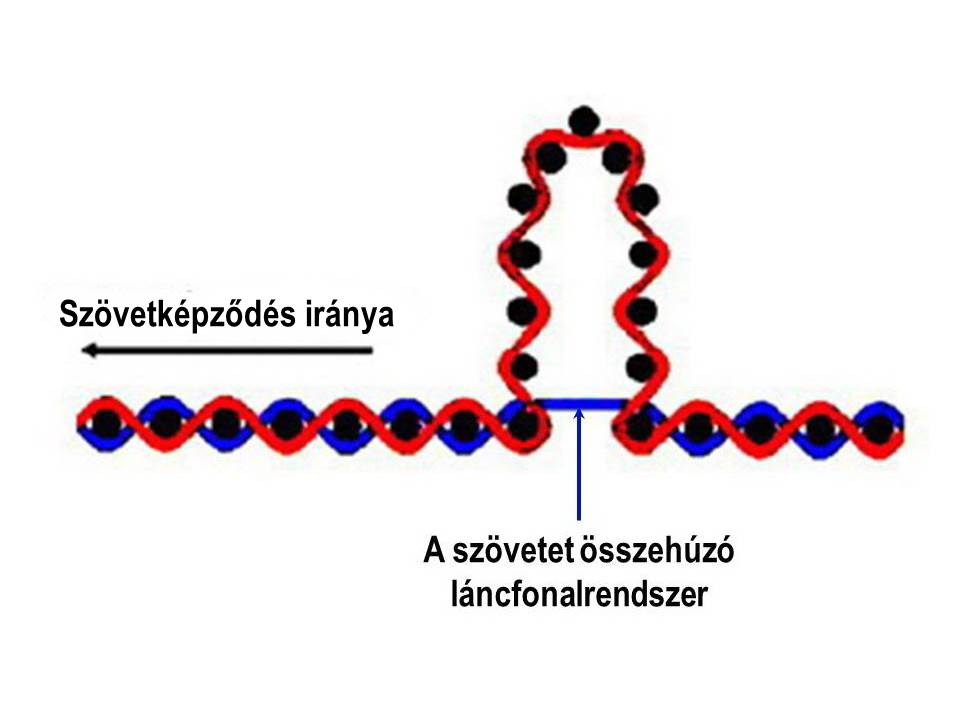
Schéma plisé tkaného ze základní osnovy (modře) a záhybové osnovy (červeně)

Vytváří se ze soustavy dvou osnov a jednoho útku na tkacích strojích s přídavným zařízením pro přerušované přivádění a vyrovnávání napětí obou osnov.
Základní osnova je napnutá, zatímco druhá, záhybová osnova se jen lehce přibrzďuje. Po protkání několika útků oběma osnovami se útek nechá křížit jen záhybovou osnovou, základní osnova zůstane v dolním prošlupu a po celé šířce tkaniny se vytvoří záhyb - plisé.
Efekt plisování se nechá zesílit použitím krepových přízí nebo přízí s rozdílnou elasticitou. S proužky útkových nití střídavě z elastických a neelastických materiálů a jen s jednou osnovou se dá zhotovit plisé, které je však nepřesné, příp. puchýřovité.
 
Výrobky se tkají ve všech základních vazbách jako košiloviny nebo šatovky.

## Pletené plisé

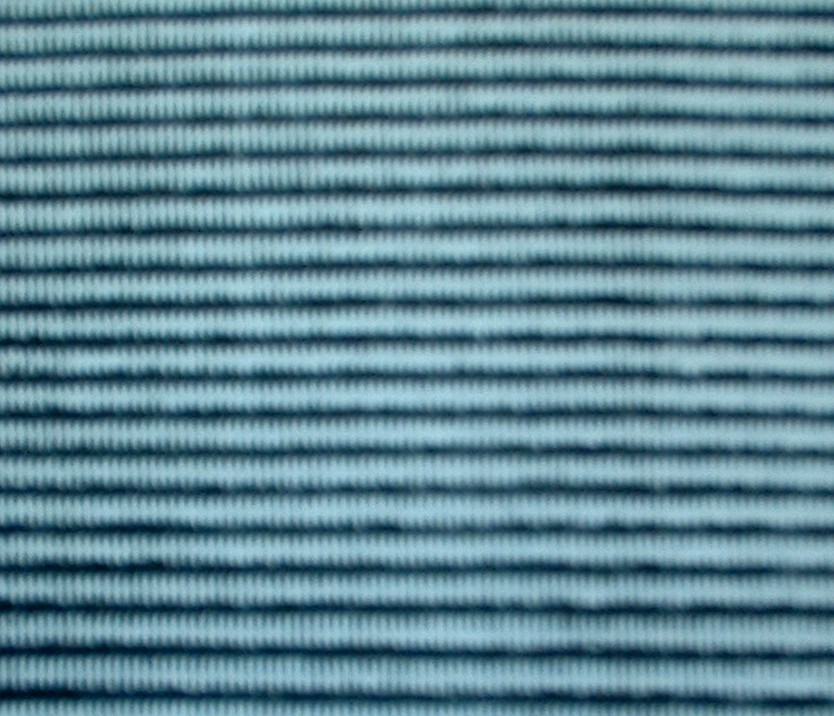
Plisé z osnovního stávku

- Na osnovní stávcích se dá plisé zhotovit na stroji se třemi lištami s kladecími jehlami. Dvě lišty pracují nepřetržitě, zatímco třetí tvoří očka jen periodicky. Když se na určitou dobu zastaví podávání nitě pro třetí lištu, vytváří první dvě lišty vodorovný záhyb, jak ukazuje například snímek vpravo. Ke zhotovení plisé musí být pletací stroje vybaveny zařízením na tzv. slepé kladení.[4]
- Na zátažných dvoulůžkových okrouhlých nebo plochých strojích vzniká plisé kombinací oboulícní a jednolícní vazby. Ze 3-4 sloupků jednolícní vazby vznikne svislý proužek, který se po změně na oboulícní vazbu stáčí a vytvoří na pletenině trvalý záhyb. Pomocí vhodného rozdělení jehel se mohou tvořit záhyby stojaté, ležaté nebo duté.

Použití: módní dámské oděvy 
- Při ručním pletení se plisé tvoří kombinací hladce / obrace. Například na vzorku sukně (snímek v galerii) je na lícní straně úpletu po několika okách pletených hladce proveden zlom (zářez) jedním okem obrace, následuje několik ok hladce a jedno oko se sejme hladce (vystupující proužek). Kombinace se opakuje po celé šířce úpletu.[7]

## Plisování textilií

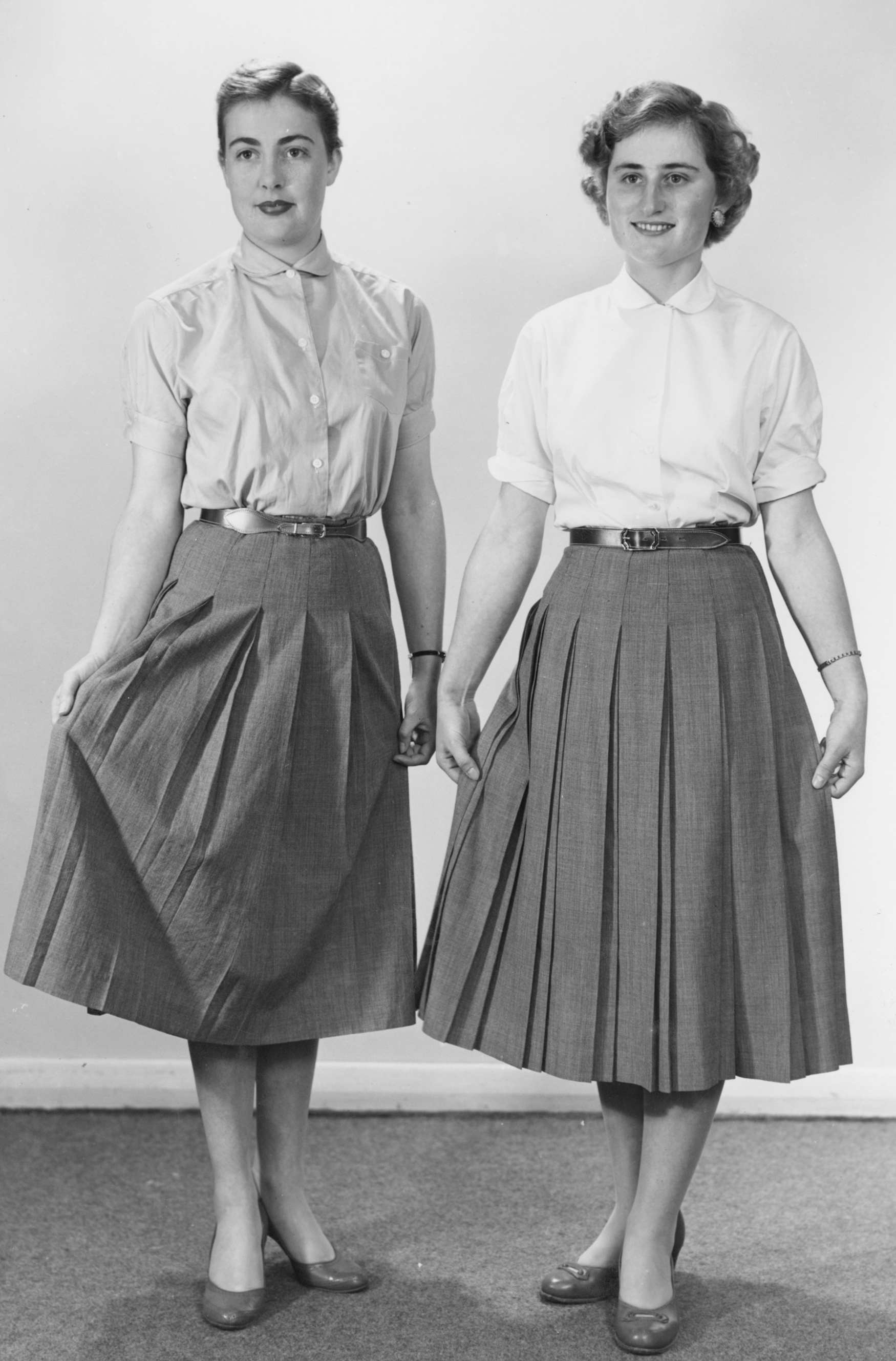
Plisované sukně: bez Sirosetu (vlevo), se Sirosetem (vpravo)

Plisování je úprava sestávající z (případného) napouštění textilie umělou pryskyřicí a jinými chemikáliemi, ze skládání přehybů (vrapování) a z lisování. Lisování metráže se provádí s prohřátou textilií na plisovacích strojích, zatímco drobné výrobky (oděvní doplňky apod.) se plisují ručně.
Trvalé plisé se zaručuje jen u textilií z termoplastických chemických materiálů (v praxi hlavně z polyesteru). U textilií z přírodních vláken se záhyby praním narušují.
Pro plisování vlněných tkanin se používá technologie Siroset (vyvinutá v polovině minulého století v Austrálii). Údajně trvalé plisé se zde dosáhne napouštěním textilie koncentráty etanolaminsulfitu s obsahem 25 % kyseliny sírové.
Použití plisovaných výrobků: Oděvní účely (sukně, manžety), okenní závěsy aj.

## Plisé žaluzie
Látka plisé se používá i ve stínicí technice. Plisé žaluzie se instalují do všech typů oken - hliníkových, plastových nebo dřevěných eurooken. Montují se přímo na okenní křídlo nebo dveře a zastíní i atypické tvary oken. Ovládání plisé žaluzií je velmi snadné. Polohují se snadno a intuitivně pomocí horního a spodního madla. 

## Galerie plisé

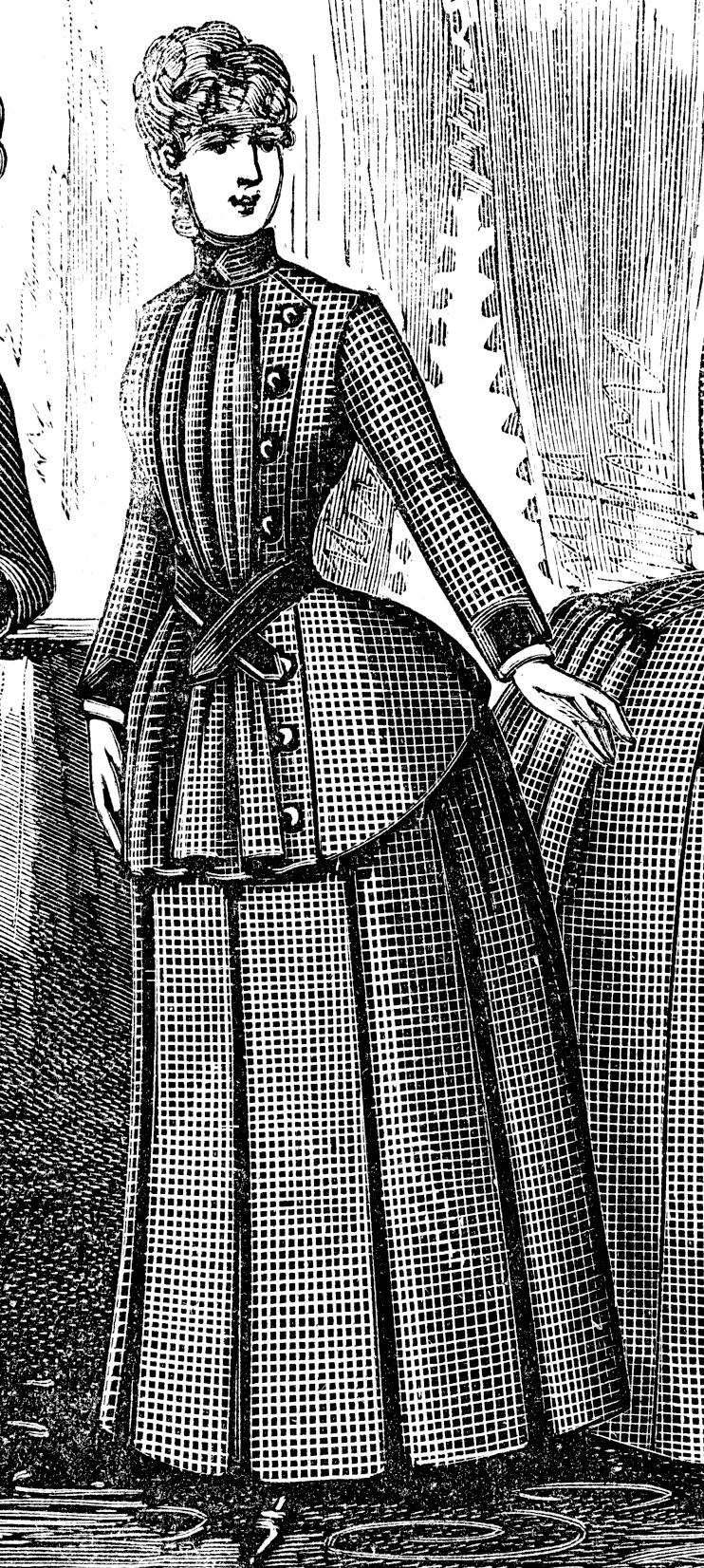
Plisé podle módy z roku 1886
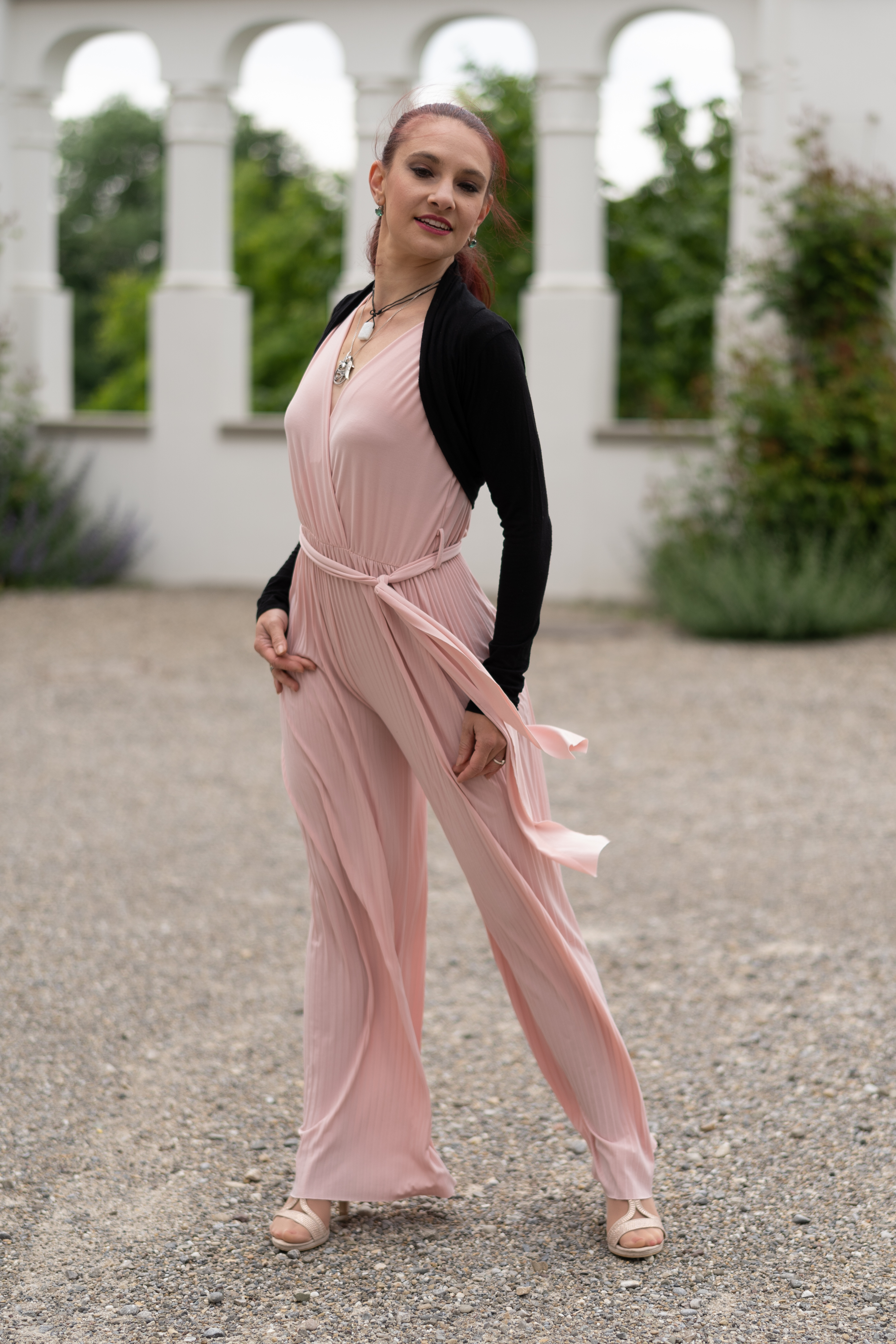
Plisé z roku 2020
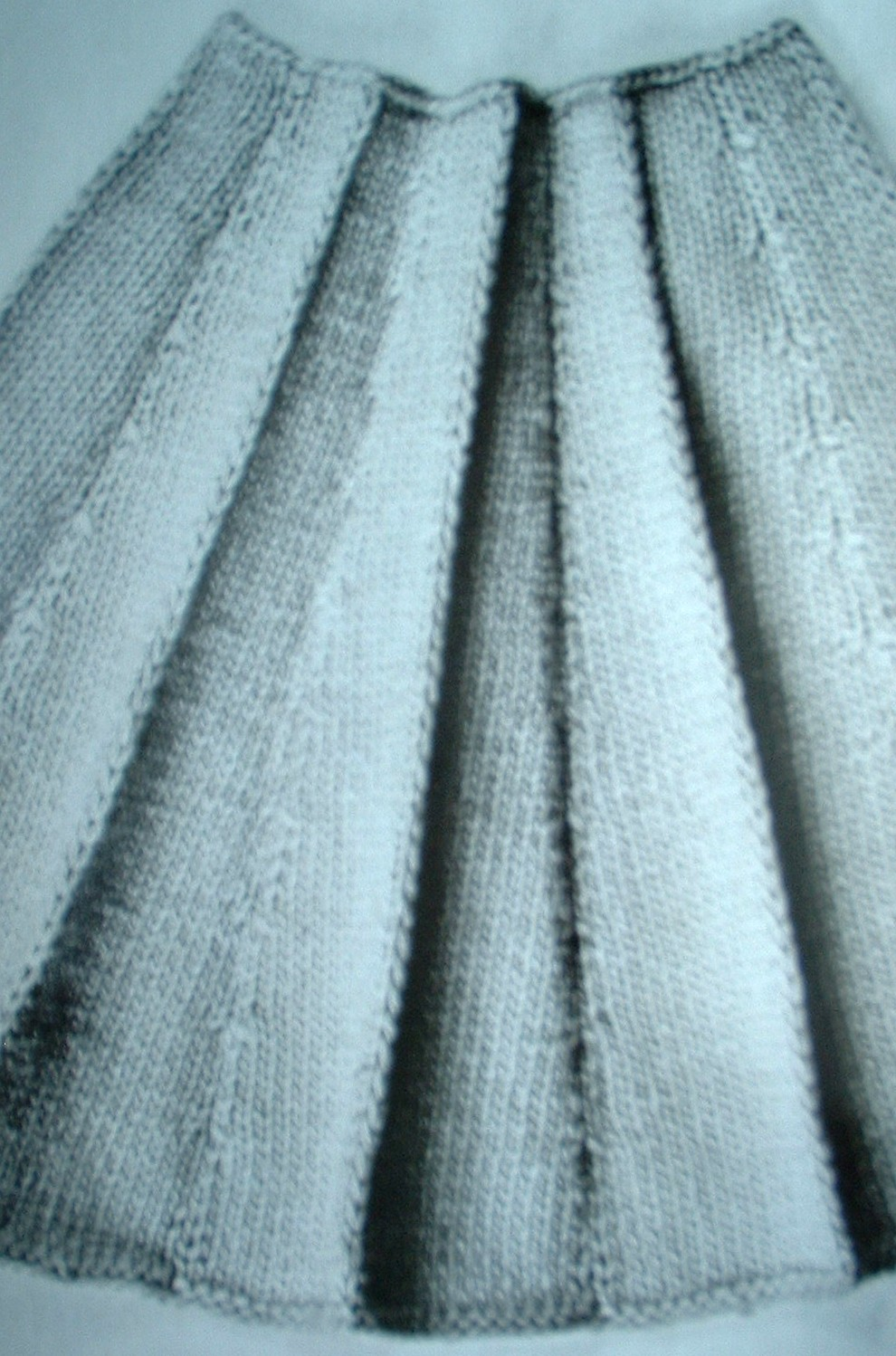
Ručně pletené plisé
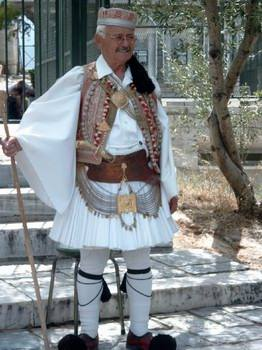
Plisovaná pánská sukně – součást balkánského kroje
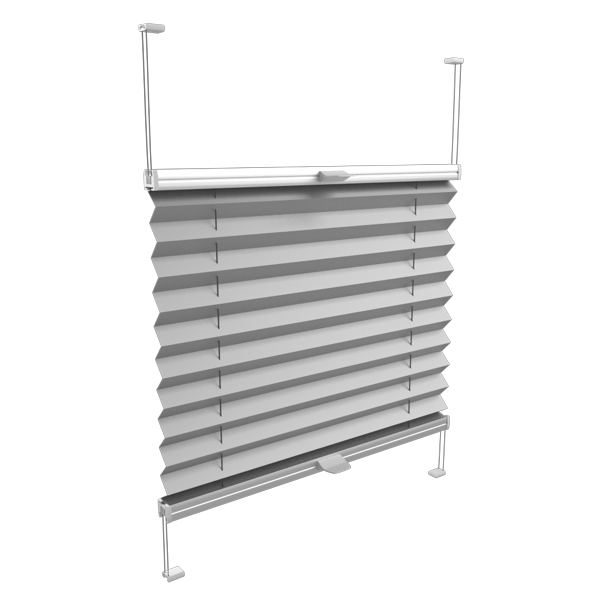
Grafické znázornění stínicího plisé